# Средний Околодок
Средний Околодок (мар. Лосола) — деревня в Горномарийском районе Республики Марий Эл. Входит в состав Микряковского сельского поселения.

## География
Находится в юго-западной части республики Марий Эл на расстоянии приблизительно 28 км на юго-запад от районного центра города Козьмодемьянск.

## История
Деревня существовала уже в XVI веке в составе деревни-общины «Третья Шошмара», имевшей позднее название Крайняя Шошмара. В 1925 году в деревне Средний Околодок проживало 187 чел. В 2001 году здесь было 38 дворов. В советское время работали колхозы им. Луначарского, им. Ворошилова и «Маяк».

## Население
Население составляло 80 человек (горные мари 96 %) в 2002 году, 63 в 2010.